# Luisa Hannoverská
Luisa Hannoverská (anglicky: Louise of Great Britain; 18. prosince 1724, Londýn – 19. prosince 1751, Kodaň) byla jako první manželka krále Frederika V. od roku 1746 až do své smrti dánská a norská královna. Byla nejmladší přeživší dcerou krále Jiřího II. Britského a Karoliny z Ansbachu.
Sňatek mezi Luisou a Frederikem V. Dánským byl domluven výhradně z politických důvodů (ministři krále Jiřího chtěli dánskou podporu ve sporech s Pruskem). Přestože byl sňatek domluvený, pár spolu vycházel celkem dobře, alespoň během prvních let manželství. Luisa, která podporovala vystoupení herců a hudebníků, byla u dánského dvora populární, i když nikdy neměla na rozhodování svého manžela významný vliv.

## Biografie
Luisa se narodila 18. prosince 1724 v Leicester House v Londýně jako nejmladší z osmi dětí budoucího krále Jiřího II. a jeho manželky Karoliny z Ansbachu, v té době prince a princezny z Walesu. Pokřtěná byla 22. prosince. Když jí bylo dva a půl roku, nastoupil její otec na britský trůn.

## Manželství

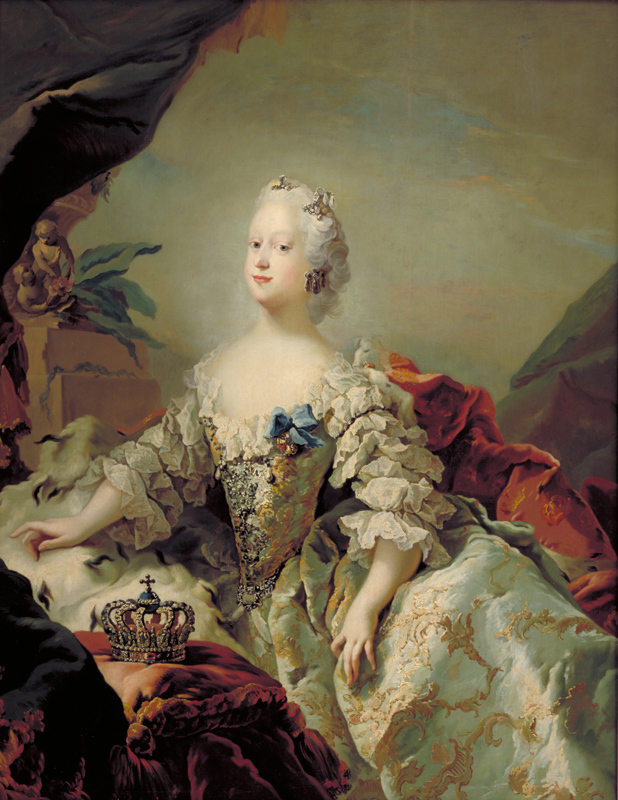
Luisa Hannoverská, dánská královna

10. listopadu roku 1743 se Luisa v Hannoveru provdala za dánského korunního prince Frederika (1723–1766), pozdějšího krále Frederika V. Oficiální obřad se uskutečnil o měsíc později v Altoně (11. prosince). Společně se svým manželem nastoupila 6. srpna 1746 na dánský a norský trůn.
Inteligentní a laskavá královna měla na svého muže dobrý vliv a velmi pozitivně ho inspirovala i ve věcech vlády, což se silně projevilo především ve vztahu k vědě a umění. Zajímala se o hudbu, tanec a divadlo; královský dvůr získal zcela jinou, volnější a lehkomyslnější podobu na rozdíl od striktně náboženského charakteru za vlády jejího tchána Kristiána VI. V roce 1747 např. angažovala pro divadlo královského dvora soubor italské opery Pietra Mignotiho.
Na rozdíl od své předchůdkyně (Žofie Magdaleny Braniborské) se Luisa učila dánštině a zveřejnila rozhodnutí vychovávat své děti v tomto jazyku; to i její pozitivní vlastnosti jí získaly velkou popularitu mezi jejími poddanými.
Trpěla nicméně prostopášným charakterem a chováním svého manžela, uchýlila se k péči o své děti a k charitativní činnosti. Po její předčasné smrti byla její památka stále jasná a oslavovaná (to byl posléze velký hendikep pro další dánskou královnu z hannoverské dynastie, Karolinu Matyldu Hannoverskou).

## Smrt
Dánskou královnou byla Luisa pouhých pět let. 19. prosince 1751, nedlouho po svých 27. narozeninách, v průběhu svého šestého těhotenství nečekaně v paláci Christiansborg v Kodani zemřela (příčinou smrti byly komplikace po potratu) a byla pochována v katedrále v Roskilde, místě posledního odpočinku dánských králů. Její malé děti zůstaly v péči její starší sestry Marie Hannoverské, provdané hesensko-kasselské lankraběnky, jež se přestěhovala z Hesenska do Dánska.

## Dědictví
Protože byla mezi Dány nesmírně oblíbená a milovaná, byla mladá královna postupem času stále více oslavována. Příkladem této glorifikace je německý básník Friedrich Gottlieb Klopstock, který ke královně Luise cítil velkou oddanost a úctu; byl hluboce dojat jejími útrapami a brzkou smrtí a své pocity i pocity lidu ventiloval v ódě An den König (později nazývané Die Königin Luise) v roce 1752. Ve srovnání s tímto ideálem byly následující královny, jak druhá manželka jejího manžela Juliana Marie, tak její neteř a pozdější snacha Karolina Matylda, souzeny mnohem přísněji.

### Jmenovci
- Podle princezny Luisy byl v roce 1742 pojmenován okres Louisa ve Virginii.[5]

## Erb
Dne 30. srpna 1727 bylo jako dítěti panovníka Luise povoleno používat erb říše bez císařské koruny Svaté říše římské.
| Erb z 30. srpna 1727 | Erb královny Luisy | Monogram královny Luisy |

## Potomci
| Jméno                              | Narození                | Úmrtí                         | Poznámky                                                       |
| ---------------------------------- | ----------------------- | ----------------------------- | -------------------------------------------------------------- |
| Kristián, korunní princ dánský     | Kodaň, 7. července 1745 | Frederiksborg, 3. června 1747 | Zemřel v dětství                                               |
| Princezna Žofie Magdalena Dánská   | 3. července 1746        | 21. srpna 1813                | Vdaná, 1766, Gustav III. Švédský; měla potomky                 |
| Princezna Vilemína Karolína Dánská | 10. července 1747       | 19. ledna 1820                | Vdaná, 1763, Vilém I., kurfiřt z Hesenska; měla potomky        |
| Kristián VII. Dánský               | 29. ledna 1749          | 13. března 1808               | Ženatý, 1766, Princezna Karolina Matylda z Walesu; měl potomky |
| Princezna Luisa Dánská             | 30. ledna 1750          | 12. ledna 1831                | Vdaná, 1766, Princ Karel Hesensko-Kasselský; měla potomky      |

## Vývod z předků
|                   |                                     |  |                                      |                                     |  |  |  |  |  |  |  | Jiří Brunšvicko-Lüneburský |
|                   |                                     |  |                                      |                                     |  |  |  |  |  |  |  |                            |
|                   | Arnošt August Brunšvicko-Lüneburský |  |                                      |                                     |  |  |  |  |  |  |  |                            |
|                   |                                     |  |                                      |                                     |  |  |  |  |  |  |  |                            |
|                   |                                     |  |                                      | Anna Eleonora Hesensko-Darmstadtská |  |  |  |  |  |  |  |                            |
|                   |                                     |  |                                      |                                     |  |  |  |  |  |  |  |                            |
|                   | Jiří I.                             |  |                                      |                                     |  |  |  |  |  |  |  |                            |
|                   |                                     |  |                                      |                                     |  |  |  |  |  |  |  |                            |
|                   |                                     |  |                                      | Fridrich Falcký                     |  |  |  |  |  |  |  |                            |
|                   |                                     |  |                                      |                                     |  |  |  |  |  |  |  |                            |
|                   | Žofie Hannoverská                   |  |                                      |                                     |  |  |  |  |  |  |  |                            |
|                   |                                     |  |                                      |                                     |  |  |  |  |  |  |  |                            |
|                   |                                     |  |                                      | Alžběta Stuartovna                  |  |  |  |  |  |  |  |                            |
|                   |                                     |  |                                      |                                     |  |  |  |  |  |  |  |                            |
|                   | Jiří II.                            |  |                                      |                                     |  |  |  |  |  |  |  |                            |
|                   |                                     |  |                                      |                                     |  |  |  |  |  |  |  |                            |
|                   |                                     |  |                                      | Joachim Arnošt Oettingenský         |  |  |  |  |  |  |  |                            |
|                   |                                     |  |                                      |                                     |  |  |  |  |  |  |  |                            |
|                   | Jiří Vilém Brunšvicko-Lüneburský    |  |                                      |                                     |  |  |  |  |  |  |  |                            |
|                   |                                     |  |                                      |                                     |  |  |  |  |  |  |  |                            |
|                   |                                     |  |                                      | Anna Sibylla Solmsko-Sonnenwaldská  |  |  |  |  |  |  |  |                            |
|                   |                                     |  |                                      |                                     |  |  |  |  |  |  |  |                            |
|                   | Žofie Dorotea z Celle               |  |                                      |                                     |  |  |  |  |  |  |  |                            |
|                   |                                     |  |                                      |                                     |  |  |  |  |  |  |  |                            |
|                   |                                     |  |                                      | Alexandr II. Desmier d'Olbreuse     |  |  |  |  |  |  |  |                            |
|                   |                                     |  |                                      |                                     |  |  |  |  |  |  |  |                            |
|                   | Éléonore Desmier d'Olbreuse         |  |                                      |                                     |  |  |  |  |  |  |  |                            |
|                   |                                     |  |                                      |                                     |  |  |  |  |  |  |  |                            |
|                   |                                     |  |                                      | Jacquette Poussard de Vandré        |  |  |  |  |  |  |  |                            |
|                   |                                     |  |                                      |                                     |  |  |  |  |  |  |  |                            |
| Luisa Hannoverská |                                     |  |                                      |                                     |  |  |  |  |  |  |  |                            |
|                   |                                     |  |                                      |                                     |  |  |  |  |  |  |  |                            |
|                   |                                     |  | Joachim Arnošt Braniborsko-Ansbašský |                                     |  |  |  |  |  |  |  |                            |
|                   |                                     |  |                                      |                                     |  |  |  |  |  |  |  |                            |
|                   | Albrecht II. Braniborsko-Ansbašský  |  |                                      |                                     |  |  |  |  |  |  |  |                            |
|                   |                                     |  |                                      |                                     |  |  |  |  |  |  |  |                            |
|                   |                                     |  |                                      | Žofie Solmsko-Laubachská            |  |  |  |  |  |  |  |                            |
|                   |                                     |  |                                      |                                     |  |  |  |  |  |  |  |                            |
|                   | Jan Fridrich Braniborsko-Ansbašský  |  |                                      |                                     |  |  |  |  |  |  |  |                            |
|                   |                                     |  |                                      |                                     |  |  |  |  |  |  |  |                            |
|                   |                                     |  |                                      | Jiří Vilém Brunšvicko-Lüneburský    |  |  |  |  |  |  |  |                            |
|                   |                                     |  |                                      |                                     |  |  |  |  |  |  |  |                            |
|                   | Žofie Markéta Oettingenská          |  |                                      |                                     |  |  |  |  |  |  |  |                            |
|                   |                                     |  |                                      |                                     |  |  |  |  |  |  |  |                            |
|                   |                                     |  |                                      | Éléonore Desmier d'Olbreuse         |  |  |  |  |  |  |  |                            |
|                   |                                     |  |                                      |                                     |  |  |  |  |  |  |  |                            |
|                   | Karolina z Ansbachu                 |  |                                      |                                     |  |  |  |  |  |  |  |                            |
|                   |                                     |  |                                      |                                     |  |  |  |  |  |  |  |                            |
|                   |                                     |  |                                      | Vilém Sasko-Výmarský                |  |  |  |  |  |  |  |                            |
|                   |                                     |  |                                      |                                     |  |  |  |  |  |  |  |                            |
|                   | Jan Jiří I. Sasko-Eisenašský        |  |                                      |                                     |  |  |  |  |  |  |  |                            |
|                   |                                     |  |                                      |                                     |  |  |  |  |  |  |  |                            |
|                   |                                     |  |                                      | Eleonora Dorotea Anhaltsko-Desavská |  |  |  |  |  |  |  |                            |
|                   |                                     |  |                                      |                                     |  |  |  |  |  |  |  |                            |
|                   | Eleonora Sasko-Eisenašská           |  |                                      |                                     |  |  |  |  |  |  |  |                            |
|                   |                                     |  |                                      |                                     |  |  |  |  |  |  |  |                            |
|                   |                                     |  |                                      | Arnošt Saynsko-Wittgensteinský      |  |  |  |  |  |  |  |                            |
|                   |                                     |  |                                      |                                     |  |  |  |  |  |  |  |                            |
|                   | Johana ze Sayn-Wittgensteinu        |  |                                      |                                     |  |  |  |  |  |  |  |                            |
|                   |                                     |  |                                      |                                     |  |  |  |  |  |  |  |                            |
|                   |                                     |  |                                      | Lujza Juliana Erbašská              |  |  |  |  |  |  |  |                            |
|                   |                                     |  |                                      |                                     |  |  |  |  |  |  |  |                            |